# 索尔博圣巴西莱
索尔博圣巴西莱（義大利語：Sorbo San Basile），是意大利卡坦扎罗省的一个市镇。总面积58平方公里，人口898人，人口密度15.5人/平方公里（2009年）。ISTAT代码为079134。